# Strakonický Dudák (pivo)
Strakonický Dudák je značka piva vyráběná pivovarem Strakonice od roku 1649 z jihočeských Strakonic. Jmenuje se po pověstném strakonickém dudákovi Švandovi. Tato značka nahradila dosud používanou značku Nektar. Pivovar vyrábí pouze nepasterované pivo.
Dudák Premium je světlý ležák s obsahem alkoholu 5,0% obj. Charakterizován je plnou sladovou chutí, střední hořkostí, výrazným řízem a čepicí z bohaté pěny. Pivo z českého chmele a sladů. Pivo neprochází pasterací, ale je ošetřené dvojitou mikrobiologické filtrací.

## Druhy celoročních piv značky Strakonický Dudák
- Dudák Výčepní (4 % vol.) světlý ležák
- Dudák 11 (4,5 % vol.) světlý ležák
- Dudák Premium  (5 % vol.) světlý ležák
- Otavský Zlatý  (4,8 % vol.) světlý ležák
- Klostermann světlý (4,7 % vol.) světlý ležák za studena chmelený
- Klostermann Polotmavý  (5,1 % vol.) polotmavý ležák
- Král Šumavy  (4,9 % vol.) světlý ležák
- Sklepák  (4,5 % vol.) světlý ležák nefiltrovaný
- Dudák Nealko  (0,5 % vol.) nealkoholické světlé pivo[1]

K různým výročím se v Měšťanském pivovaru vaří i speciální piva jako je 14- nebo 16stupňové kvasnicové pivo.